# Filozofia bizantyńska
Filozofia bizantyńska – filozofia Wschodniego Cesarstwa Rzymskiego (Bizantyńskiego). Za jej początek najczęściej uważa się rok 330 (założenie Konstantynopola), 395 (podział Cesarstwa na Wschodnie i Zachodnie) lub 527 (datę wstąpienia na tron cesarza Justyniana I), za koniec – rok 1453.

## Chronologia
Filozofia bizantyńska stanowi integralną część filozofii greckiej. Jest spadkobierczynią i kontynuatorką filozofii antycznej. W zmienionych warunkach historycznych wykształciła jednak odmienne metody badawcze i formy wyrazu, zgodne z wiarą chrześcijańską. Ze względu na ciągłość kulturową trudno jest wskazać na konkretną datę początkową filozofii bizantyńskiej. Historycy w zależności od zapatrywań wskazują na założenie Konstantynopola (330), drugi podział Cesarstwa (395), upadek Cesarstwa na Zachodzie (476), wstąpienie na tron cesarza Justyniana (527) i zamknięcie Akademii Platońskiej (529), które uchodzi za symboliczną datę końcową filozofii antycznej. Najbardziej skrajni w tej kwestii badacze za początek filozofii bizantyńskiej uznają wstąpienie na tron pierwszego cesarza z dynastii izauryjskiej (717) lub śmierć Jana Damasceńskiego (750), kończącą okres działalności Ojców Kościoła, kiedy ostatecznie wykształciła się całkowicie odrębna forma filozofii popatrystycznej.
Ustalenie daty końcowej nie nastręcza takich trudności. Zdobycie Konstantynopola przez Turków w 1453 roku i upadek Cesarstwa Bizantyńskiego wyznaczają wyraźny kres politycznej, ekonomicznej i kulturalnej samodzielności Bizantyńczyków. Filozofia grecka przetrwała ten upadek. Kontynuując i rozwijając dotychczasowe wzory rozumowania, żyła nadal na terenach byłego Cesarstwa i w diasporze, ale zasadniczo uznaje się ją już za filozofię następnego okresu.

## Periodyzacja
Uczeni w różny sposób dzielą filozofię bizantyńską na okresy. Najprostszy podział wyznacza cztery lub pięć okresów:
- patrystyczny (IV-VIII wiek)
- humanistyczny (VIII-X wiek)
- Komnenów (XI-XII wiek)
- Laskarysów (I poł XIII wieku)
- Paleologów (II poł. XIII- I poł. XV wieku)[3]

Rozpowszechniona jest też periodyzacja oparta na kryterium historycznym, zakładająca istnienie ośmiu okresów rozwoju filozofii bizantyńskiej:
- okres I 330-395
- okres II 395-527
- okres III 527-610
- okres IV 610-717
- okres V 717-867
- okres VI 867-1081
- okres VII 1081-1204
- okres VIII 1204-1453[4]

## Przedstawiciele

### Okres I 330-395
- Bazyli Wielki (329-379)
- Grzegorz z Nazjanzu (330-389)
- Grzegorz z Nyssy (335-394/395)[5]

### Okres II 395-527
| Szkoła ateńska                         | Szkoła aleksandryjska               |
| -------------------------------------- | ----------------------------------- |
| Plutarch z Aten (ok. 350-432)          | Hypatia z Aleksandrii (355/370-415) |
| Syrianos (zm. ok. 437)                 | Synezjusz (ok. 370-ok. 414)         |
| Proklos (ok. 410-485)                  | Hierokles z Aleksandrii             |
| Marinos z Neapolis (ok. 440-po 486)    | Hermiasz (ok. 410-ok. 450)          |
| Izydor z Aleksandrii (ok. 450-ok. 520) | Amoniusz (ok. 435-po 515)           |
| Zenodot                                | Nemezjusz z Emesy                   |

### Okres III 527-610
| Szkoła ateńska              | Szkoła aleksandryjska                 | Szkoła gazejska                  | Inni                                |
| --------------------------- | ------------------------------------- | -------------------------------- | ----------------------------------- |
| Damascjusz (ok. 462-po 538) | Jan Filopon (475/490-567/580)         | Eneasz z Gazy (ok. 450-po 518)   | Pseudo-Dionizy Areopagita           |
| Symplicjusz (ok. 490-560)   | Olimpiodor Młodszy (ok. 500-ok. 570)  | Zachariasz Retor (zm. przed 533) | Leoncjusz z Bizancjum (ok. 485-544) |
| Pryscjan                    | Dawid Niezwyciężony (ok. 470-550/560) | Prokop z Gazy (ok. 465-ok. 528)  | Sergiusz z Reszainy                 |
|                             | Eliasz                                |                                  |                                     |

### Okres IV 610-717
- Maksym Wyznawca (ok. 580-662)

### Okres V 717-867
- Jan z Damaszku (ok. 675-ok. 749)
- Leon Filozof
- Focjusz I Wielki (ok. 810-891)
- Aretas

### Okres VI 867-1081
- Michał Psellos (1018-1078/1097)
- Jan Italos (ok. 1025-po 1085)

### Okres VII 1081-1204
- Eustracjusz z Nicei (ok. 1050-1120/1130)
- Michał z Efezu
- Teodor ze Smyrny
- Mikołaj z Metony (zm. pom. 1160-1166)[7]
- Teodor Prodrom (ok. 1100-pom. 1158-1170)[8]

### Okres VIII 1204-1453
- Nicefor Blemmydes (1197-ok. 1272)
- Teodor II Laskarys (1221-1258)
- Manuel Holobol (druga połowa XIII w.)
- Nicefor Chumnos (ok. 1250-1327)
- Teodor Metochita (1270-1332)
- Jan Pediazym (zm. 1341)
- Barlaam z Kalabrii (ok. 1290-ok. 1350)
- Nicefor Gregoras (1295-1359-1360)
- Grzegorz Palamas (1296-1359)
- Grzegorz Akyndyn (ok. 1300-po 1347)
- Mikołaj Kabazylas (zm. ok. 1391)
- Demetriusz Kydones (ok. 1324-ok. 1397)
- Józef Filagrios (koniec XIV w.)
- Jan Chortazmen (1370-1436)
- Jerzy Gemist-Pleton (ok. 1355-ok. 1450)
- Jerzy z Trapezuntu (1395-1484)
- Teodor Gaza (ok. 1398-1476)
- Andronik Kallistos (1400-1486)
- Gennadiusz II Scholar (1405-po 1472)
- Bessarion (1408-1472)[9]